# Cloverdale (Mississippi)
Cloverdale ist eine Siedlung auf gemeindefreiem Gebiet im Adams County im US-amerikanischen Bundesstaat Mississippi. Zu statistischen Zwecken ist der Ort zu einem Census-designated place (CDP) zusammengefasst worden. Das U.S. Census Bureau hat bei der Volkszählung 2020 eine Einwohnerzahl von 557 ermittelt.

## Geografie
Cloverdale liegt im Südwesten von Mississippi, wenige Kilometer östlich des Mississippi River, der die Grenze zu Louisiana bildet. Die geografischen Koordinaten von Cloverdale sind 31°29′39″ nördlicher Breite und 91°25′04″ westlicher Länge. Der Ort erstreckt sich über eine Fläche von 2,9 km².
Das Stadtzentrum von Natchez befindet sich 9,8 km nordnordöstlich von Cloverdale, Vidalia in Louisiana liegt 10,5 km nördlich.
Die nächstgelegenen größeren Städte sind Mississippis Hauptstadt Jackson (172 km nordöstlich) und Louisianas Hauptstadt Baton Rouge (146 km südlich).

## Verkehr
Östlich von Cloverdale verläuft in Nord-Süd-Richtung der U.S. Highway 61. Alle weiteren Straßen sind untergeordnete Landstraßen, teils unbefestigte Fahrwege sowie innerörtliche Verbindungsstraßen.
Mit dem Natchez-Adams County Airport befindet sich 23,3 km nordöstlich ein kleiner Flugplatz. Die nächsten größeren Flughäfen sind der Jackson-Evers International Airport (185 km nordöstlich), der Baton Rouge Metropolitan Airport (137 km südlich) und der Alexandria International Airport (138 km westlich).

## Demografische Daten
Nach der Volkszählung im Jahr 2010 lebten in Cloverdale 645 Menschen in 269 Haushalten. Die Bevölkerungsdichte betrug 222,4 Einwohner pro Quadratkilometer. In den 269 Haushalten lebten statistisch je 2,4 Personen.
Ethnisch betrachtet setzte sich die Bevölkerung zusammen aus 34,0 Prozent Weißen, 64,3 Prozent Afroamerikanern, 0,2 Prozent amerikanischen Ureinwohnern sowie 0,2 Prozent aus anderen ethnischen Gruppen; 1,4 Prozent stammten von zwei oder mehr Ethnien ab. Unabhängig von der ethnischen Zugehörigkeit waren 0,5 Prozent der Bevölkerung spanischer oder lateinamerikanischer Abstammung.
21,2 Prozent der Bevölkerung waren unter 18 Jahre alt, 59,3 Prozent waren zwischen 18 und 64 und 19,5 Prozent waren 65 Jahre oder älter. 49,8 Prozent der Bevölkerung war weiblich.

Das mittlere jährliche Einkommen eines Haushalts lag bei 35.574 USD. Das Pro-Kopf-Einkommen betrug 10.399 USD. 59,2 Prozent der Einwohner lebten unterhalb der Armutsgrenze.